# 毛铺水库
毛铺水库是中国湖北省黄石市大冶市境内的一座水库，位于梁子湖流域金牛河上，建于1960年。水库正常库容为1920万立方米，集雨面积为50.18平方千米，海拔为71米。